# Bandera de l'Hezbol·là
La bandera de l'Hezbol·là és la bandera que ha adoptat l'organització política i militar xiïta Hezbol·là.

## Descripció
La bandera conté els colors groc i verd, i ocasionalment el vermell. Hi ha una representació estilitzada de les paraules àrabs حزب الله (Ḥizbullāh, que significa "Partit de Déu") en escriptura cúfica. Escrita prop de la primera lletra de la paraula Al·là, hi ha una mà que s'allarga per agafar un rifle d'assalt.
La bandera incorpora diversos altres símbols, com ara un globus terraqüi, un llibre, una espasa i una branca de set fulles. El text sobre el logotip diu فإن حزب الله هم الغالبون (fa-inna ḥizba llāhi humu l-gālibūna, que significa "Llavors, sens dubte, el partit de Déu serà el que triomfarà" (Alcorà 5:56), que és una referència al nom de l'organització. A sota del logotip hi ha les paraules المقاومة الإسلامية في لبنان (al-muqāwamah al-islāmīyah fī lubnān, que significa "La Resistència Islàmica al Líban").

## Simbolisme

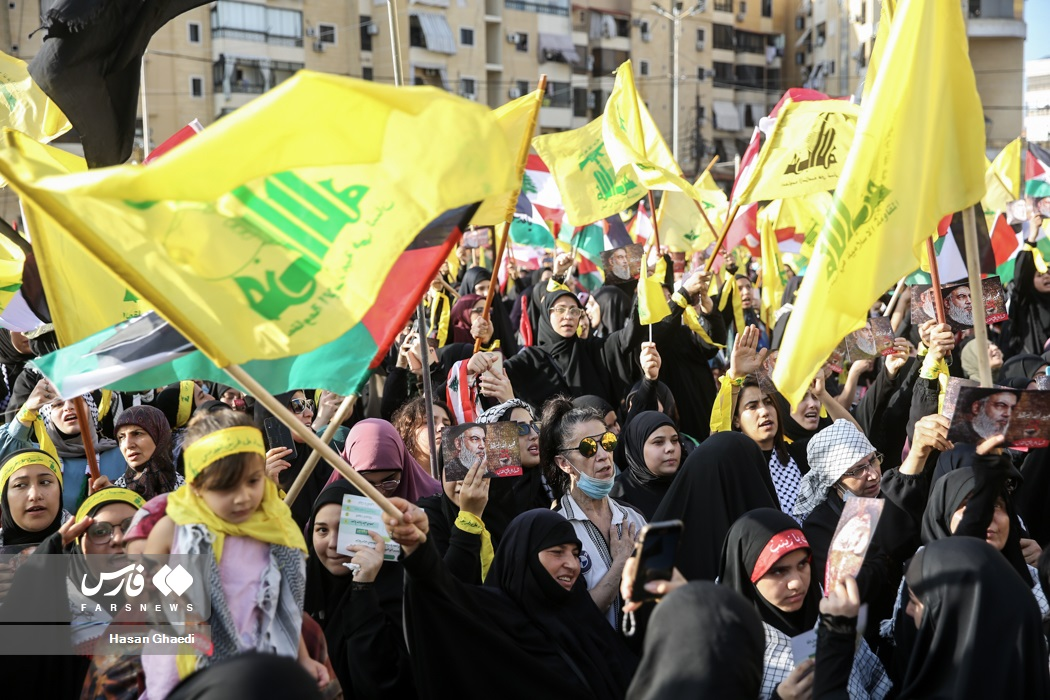
Banderes de l'Hezbol·là durant un discurs de Hassan Nasral·là a Beirut el 2023.

### Colors
El groc és el color predominant a la bandera i constitueix la base del seu camp. Tot i que no hi ha cap raó per a aquesta tria de color, el periodista Tim Marshall ha teoritzat que podria haver estat escollit per significar la voluntat de l'Hezbol·là de lluitar pel bé d'Al·là i la fe xiïta.
El raonament darrere de l'ús del color verd a la bandera és més evident. El verd en el simbolisme islàmic està inextricablement lligat al profeta islàmic Mahoma i el color s'esmenta nombroses vegades a l'Alcorà. Com a color tradicionalment islàmic, l'ús del verd a la bandera és una declaració religiosa.
De vegades, el text de la bandera apareix amb lletra vermella. L'ús del vermell en aquest cas s'utilitza per simbolitzar la sang vessada pels caiguts per la causa de l'organització.

### Imatges
El simbolisme del puny que agafa un rifle d'assalt, que combina elements dels fusells H&K G3 i AK-47, és doble. El rifle és alhora simbòlic de les arrels ideològiques d'esquerra del partit, compartint la iconografia de moviments socialistes armats similars. El rifle també representa la creença de l'Hezbol·là en una lluita armada contra les forces opressores.

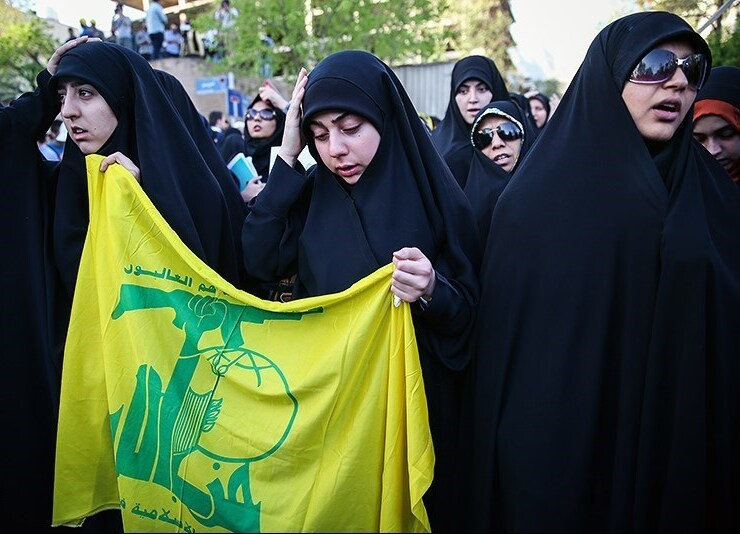
Protesta davant l'ambaixada de l'Aràbia Saudita a Teheran el 2015.

També hi ha un globus terraqüi representat a la bandera, que simbolitza les activitats globals de l'Hezbol·là. També hi apareixen una branca de set fulles i un Alcorà, vincles del grup amb l'Islam.

### Text
El text central de la bandera mostra el nom de l'organització; حزب الله (ḥizbu-llāh) que es tradueix com "Partit d'Al·là". L'àlef (primera lletra de la paraula Al·là a la bandera) s'estén cap amunt per formar el puny que agafa el rifle d'assalt.
A sobre del text central es troba una cita islàmica (Alcorà 5:56) فإن حزب الله هم الغالبون . Això es tradueix com "Llavors, sens dubte, el partit de Déu serà el que triomfarà" en referència al propi partit.
El text de sota del text central indica المقاومة الإسلامية في لبنان, que es tradueix com "La resistència islàmica al Líban", que serveix per promoure la imatge de la causa del grup com a legítima i justa.